# Метьолкін Владислав Михайлович
Владисла́в Миха́йлович Метьо́лкін (нар. 11 березня, 1962, смт. Метьолкіне, Сєверодонецьк, Луганська область) — український художник-пейзажист.

## Біографія
Владислав народився п'ятою дитиною у багатодітній сім'ї і рано залишився  сиротою. Мати померла, коли йому було лише 5 років, батько – коли йому було 9. Тільки підтримка старших братів допомогла перенести страшну втрату.
У 1976 році він знайомиться з художником Цвєтним В.В., який став першим наставником в царині  живопису для Владислава.
У 1979 році поступає на курси художника-декоратора і незабаром влаштовується художником Луганської обласної філармонії.
У 1980 році був мобілізований на строкову службу до РВСП міста Ростов-на-Дону. 
У 1982 році за відмінну службу і професіоналізм Владиславу видають рекомендацію для позаконкурсного вступу до вищих навчальних закладів. 
З 1983 року по 1988 рік вчиться у Південноукраїнському національному педагогічному університеті імені К. Д. Ушинського на художньо-графічному факультеті.
Одружений, має доньку.

## Творчість і виставки
- 1991 року Владислав стає художнім керівником об’єднання художників м. Одеса – «Творчість».

- 1994 року проходить перша персональна виставка художника в Одеському історико-краєзнавчому музеї. Під час виставки до Владислава приходить справжнє визнання — продані картини роз’їжджаються не тільки територією  СНД, але і до Греції, Китаю та Японії.

- 1999 — експозиція робіт у Національній академії внутрішніх справ України (м. Київ).

- 2000 — участь у виставках живопису: «Київська весна-2000» (м. Київ); «Наш дім – Одеса» (м. Одеса); арт-проект «Джерело» (м. Київ).

- 2001 — участь в виставках: «Євроімідж – 2001» (м. Київ); «Арт-міст-проект» (м. Одеса); «Одеська арт-панорама» (м. Одеса); «МММ» — «Метьолкін-Мельников-Михайлов» (м. Одеса); «П'ятий Міжнародний фестиваль» (м. Одеса).

- 2002 — участь у виставці живопису «Поезія фарб» в Українському фонді культури (м. Київ).

- 2006 року Владислав передає своє полотно до  Запорізького обласного художнього музею для експозиції.

- 2007 — участь в арт-проекті «Благословення» (Російський будинок науки і культури в Берліні, Німеччина).

- 2007 року Проходить персональна виставка Владислава в музеї «Духовні скарби України», м. Київ[2].

- 2007 рік — Проходить персональна виставка художника «Поезія природи» у Київському національному університеті імені Тараса Шевченка, за сприяння Міжнародного фонду імені Ярослава Мудрого.

- 2007 рік — Участь у виставці, присвяченій відкриттю Міжнародного Фонду «Культурне надбання»[ru], в галереї «N–Проспект» (Росія, м. Санкт-Петербург)[3].

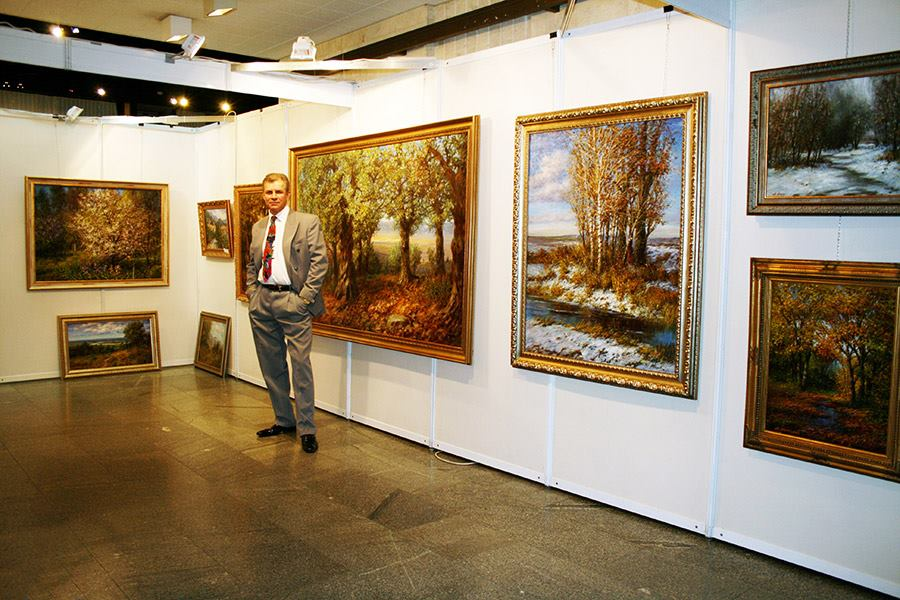
В. Метьолкін на персональній виставці в Українському домі (Київ, березень 2010 року)

- 2008 рік — Участь у Міжнародній виставці «Чорногорія» (м. Котор); першому Міжнародному Пленері «Чорногорія 2008»[4]; арт-фестивалі «Благословення» (Німеччина, м. Магдебург)[5].

- 2008 рік — Проходить персональна виставка Владислава в галереї «N–Проспект» (Росія, м. Санкт-Петербург)[6].

- 2009 рік — Участь у виставці «Роса» (Словаччина, м. Братислава та м. Прага)[7][8].

- 2009 рік — Проходить персональна виставка художника в м. Радомишль.

- 2011 рік — Участь у виставці «Італії від щирого серця» (Італія, м. Рим та м. Мілан)[9][10].

- 2012 рік — Участь у проекті «Авіарт-2012»[11].

- 2013 рік — Участь у виставці живопису «Природи ніжний подих»[12].

- 2016 рік — Участь у виставці «Спадок». Галерея «Heritage» (м. Женева, Швейцарія)[13][14].

- 2016 рік — Проходить персональна виставка художника "Моя Україна", присвячена 25-річчю творчості митця, Галерея "Гамма", м. Київ[15][16][17].

Картини В. Метьолкіна придбані кількома музеями України і Росії, а також зберігаються в приватних колекціях поціновувачів мистецтва в Україні, Росії, США, Франції, Польщі і Німеччині.

## Нагороди і премії
- 2004 рік —  Патріарх Київський і всієї Руси-України Філарет особисто нагороджує Владислава Метьолкіна Орденом Святого Архистратига Михаїла III ступеня — «За заслуги з відродження духовності в Україні та утвердження Помісної Української Православної Церкви».

- 2007 рік — Диплом 1 ступеня від Міжнародного Фонду «Культурне надбання»[ru] — «За внесок в розвиток російського реалістичного мистецтва»[18].

- 2007 рік — Присвоєно звання лауреата конкурсу художників Росії и країн СНД (Росія, м. Санкт-Петербург).

- 2012 рік — Золота медаль «За майстерність» и почесний Диплом від Міжнародного Фонду «Культурне надбання»[ru] — «За особливий внесок в образотворче мистецтво».

## Видання
- Художній альбом  Владислава Метьолкіна[19][20].